# محمود آخوندی
محمود آخوندی اصل (زاده ۲۰ اسفند ۱۳۱۲ در اهر - درگذشته ۲ فروردین ۱۳۹۴ در تهران) استاد حقوق جزا و نخستین پروفسور حقوقی ایران بود.

## زندگی‌نامه
محمود آخوندی تحصیلات ابتدایی خود را در اهر آغاز کرد و برای آموزش دوره متوسطه ۶ ساله به تبریز رفت. سپس در رشته حقوق قضایی وارد دانشگاه تهران شد و پس از دریافت لیسانس قضایی راهی شهر نوشاتل سوئیس شد. آخوندی در ۱۳۴۰ در رشته حقوق جزا پایان‌نامه دکترای خود را با هدایت فرانسوا کلر با موضوع حقوق جزای اسلامی و تأثیر آن در حقوق جزای ایران گذراند.
محمود آخوندی، بعد از بازگشت به ایران، در اهر بعنوان اولین دادرس دادگاه شهرستان و بعد رئیس دادگاه بخش مشغول فعالیت شد. شش ماه دادرس علی‌البدل بود. سپس بازپرس دادسرای تبریز شد و مأموریت پیدا کرد در دانشگاه ملی حقوق جزا تدریس کند. کمی بعد او را به کرج منتقل کردند و دادیار این شهر شد. سپس به عنوان دادیار دادسرای تهران منصوب شد و پس از آن به اداره حقوقی دادگستری انتقال پیدا کرد و مامور خدمت در دانشگاه ملی و معاون آموزشی دانشکده حقوق آن دانشگاه گردید. در سال ۱۳۵۲ به آمریکا رفت و پس از برگشت از آمریکا در دفتر تحقیقات و مطالعات دادگستری مشغول به کار شد و بعد مسئولیت پارلمانی دادگستری را عهده‌دار شد. در واقع طرح‌های دادگستری را وی تهیه می‌کرد. وی عضو هیأت علمی دانشگاه هاوایی، معاون آموزشی دانشکده حقوق دانشگاه شهید بهشتی و مسئول پارلمانی دادگستری تهران، رئیس دادگاه جنحه، رئیس دادگاه استان تهران، رئیس دادگاه جنایی، استاد حقوق دانشگاه تهران، دانشگاه شهید بهشتی و دانشگاه قم بود.
نظرات آخوندی، نوین و نقدهایش علمی بود. نشریات معتبر در اغلب رخدادهای مرتبط با حقوق شهروندی نظرات او را منعکس می‌کردند.

## مرگ
آخوندی ۲ فروردین ۱۳۹۴ در سن ۸۱ سالگی درگذشت.

## آثار محمود آخوندی
کتاب آیین دادرسی کیفری، مهمترین اثر آخوندی در ده جلد است و هفت جلد آن منتشر شده است
از دیگر آثار آخوندی می‌توان به کتاب نیم قرن در دادگستری که در حقیقت زندگینامه و شرح خاطرات ۵۰ ساله وی در دادگستری است، اشاره کرد.

## اطلاعات بیشتر
- در همایش بررسی تحولات و نوآوری‌های قانون آیین دادرسی کیفری جدید، مراسمی در خصوص بزرگداشت محمود آخوندی در تهران برگزار شد. همچنین فیلمی از زندگینامه آخوندی در حال ساخت هست.[۱۶]
- محمود آخوندی انتقادات صریحی را از سیستم قضایی جمهوری اسلامی بیان کرده است.[۱۷][۱۸]
- سایت جامعهٔ وکلای پیشرو، آخوندی را پدر آیین دادرسی کیفری نامیده است.[۱۹]
- قرار است تندیس آخوندی در میدان مقابل دادگستری اهر نصب شود.[۲۰]
- سایت مدرسه مجازی حقوق زندگی‌نامهٔ آخوندی را از زبان خودش منتشر کرده است.[۲۱]